# Blepharismidae
Famille
Les Blepharismidae  sont une famille de Ciliés de la classe des Heterotrichea et de l’ordre des Heterotrichida.

## Étymologie
Le nom de la famille vient du genre type Blepharisma, dérive du grec βλέπω - βλεφαρίς / blépo - blepharís, « regarder - cil ; paupière ».

## Description
Le genre Blepharisma est un protiste Heterotrichea plus ou moins aplati latéralement, principalement allongé, dont le péristome (zone bucale) s'étend le long d’une rainure de la face ventrale, laquelle est comprimée.
La zone préorale effectue une rotation vers la droite et pénètre dans l'entonnoir buccal en une courte spirale, où la membranelle semble se dissoudre en cils.
Le plancher du péristome est élargi et porte un champ de petits cils, en rangées très étroites, qui se ramifient à angle droit au niveau de la membrane, se regroupent en un arc en spirale et pénètrent dans le pharynx-entonnoir.
L'ectoplasme est généralement clair, souvent légèrement en forme d'armure, relativement largement strié et présente des rangées de trichocystes (organite éjectile) dans les stries. Les rangées de cils sont parallèles au péristome à droite ; ils se rejoignent en angle aigu à gauche ; les cils eux-mêmes sont denses, fins et de longueur moyenne, souvent clairement thigmotactiques. 
On note la présence d’une vacuole contractile, d’un anus terminal. Selon l'espèce, le noyau est soit simple, soit composé de plusieurs parties.

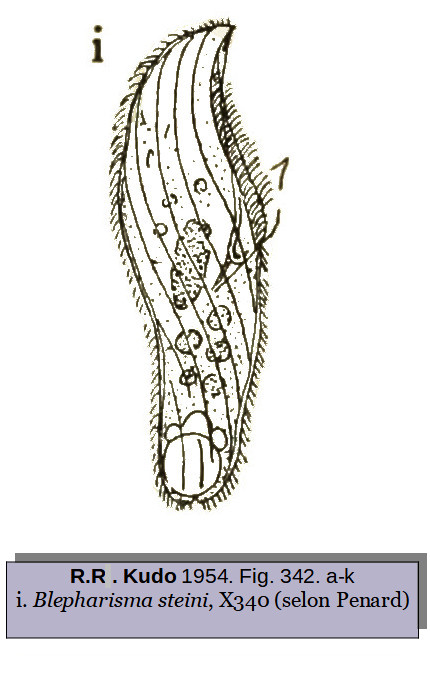
Blepharisma steini Kahl, 1932

## Répartition
Voir la carte de répartition sur GBIF (17 janvier 2023).

## Liste des genres
Selon GBIF (17 janvier 2023) :
- Anigsteinia Isquith, 1968
- Parablepharisma
- Pseudoblepharisma Kahl, 1927
- Rhinakis

Selon World Register of Marine Species (17 janvier 2023) :
- Anigsteinia Isquith, 1968
- Blepharisma Perty, 1849
  - Synonymes : Apgaria, Compactum, Filiformis, Halteroides, Plagiotricha partim (en partie), Trichomecium, Ypsistoma[4].
- Pseudoblepharisma Kahl, 1927

## Systématique
Le nom valide de ce taxon est Blepharismidae Jankowksi in Small & Lynn, 1985.